# Sheridan's

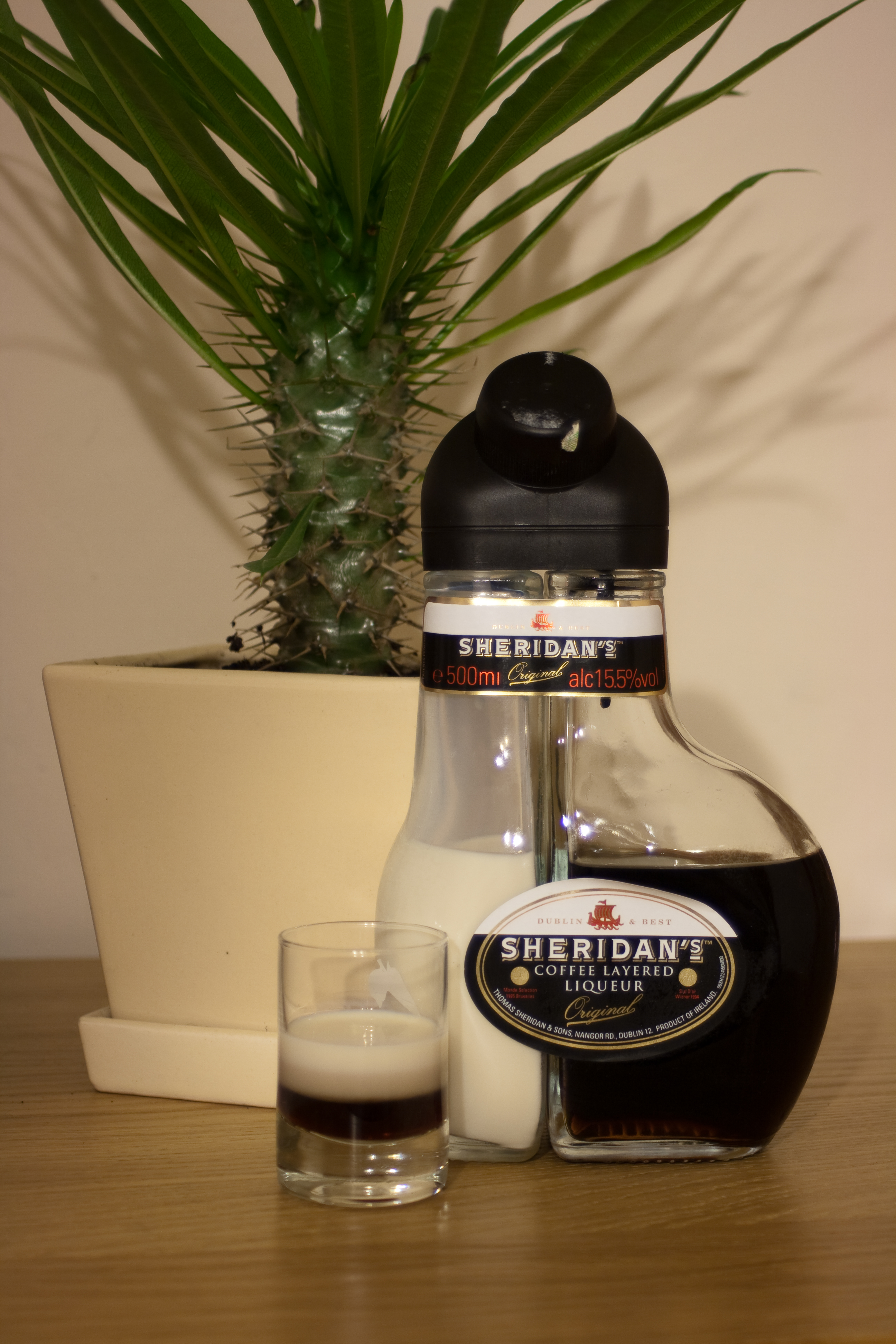
Sheridan’s uitgeschonken in een tumbler.

Sheridan's is een Ierse koffielikeur die in 1994 werd geïntroduceerd. Het heeft een alcoholpercentage van 15,5%.
De uit twee delen bestaande alcoholische drank wordt op de markt gebracht in twee afzonderlijke, maar aan elkaar gesmolten flessen. De ene fles is gevuld met een donkerbruine koffie-chocoladelikeur met Ierse whiskey, en de andere fles met een witte romige vanille-crèmelikeur. Dit in de verhouding 2/3 + 1/3.
Sheridan's wordt aanbevolen gekoeld te serveren - meestal als digestief - in een tumbler. Bij het uitschenken komen de afzonderlijke delen tegelijk in het glas en zal de witte likeur boven op de donkere blijven liggen.
De producent is Tomas Sheridan & Sons in Dublin welke beheerd wordt door de Gilbey's Group. 